# County Ground
O County Ground é um estádio localizado na cidade de Swindon, na Inglaterra. É a casa do clube de futebol Swindon Town Football Club.
O estádio foi inaugurado em 7 de Agosto de 1976 e tinha capacidade para 32.900 espectadores. Foi demolido em 2005 e um novo estádio, com capacidade para 44.000 torcedores foi construído visando a Premier League.
Após o evento, o estádio teve sua capacidade reduzida para 42.500 torcedores.

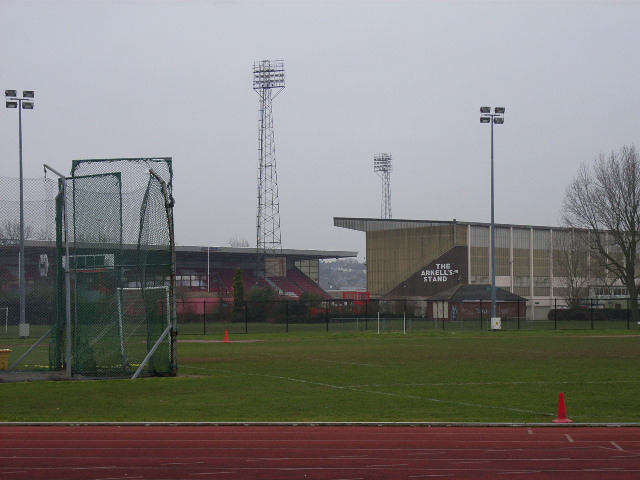
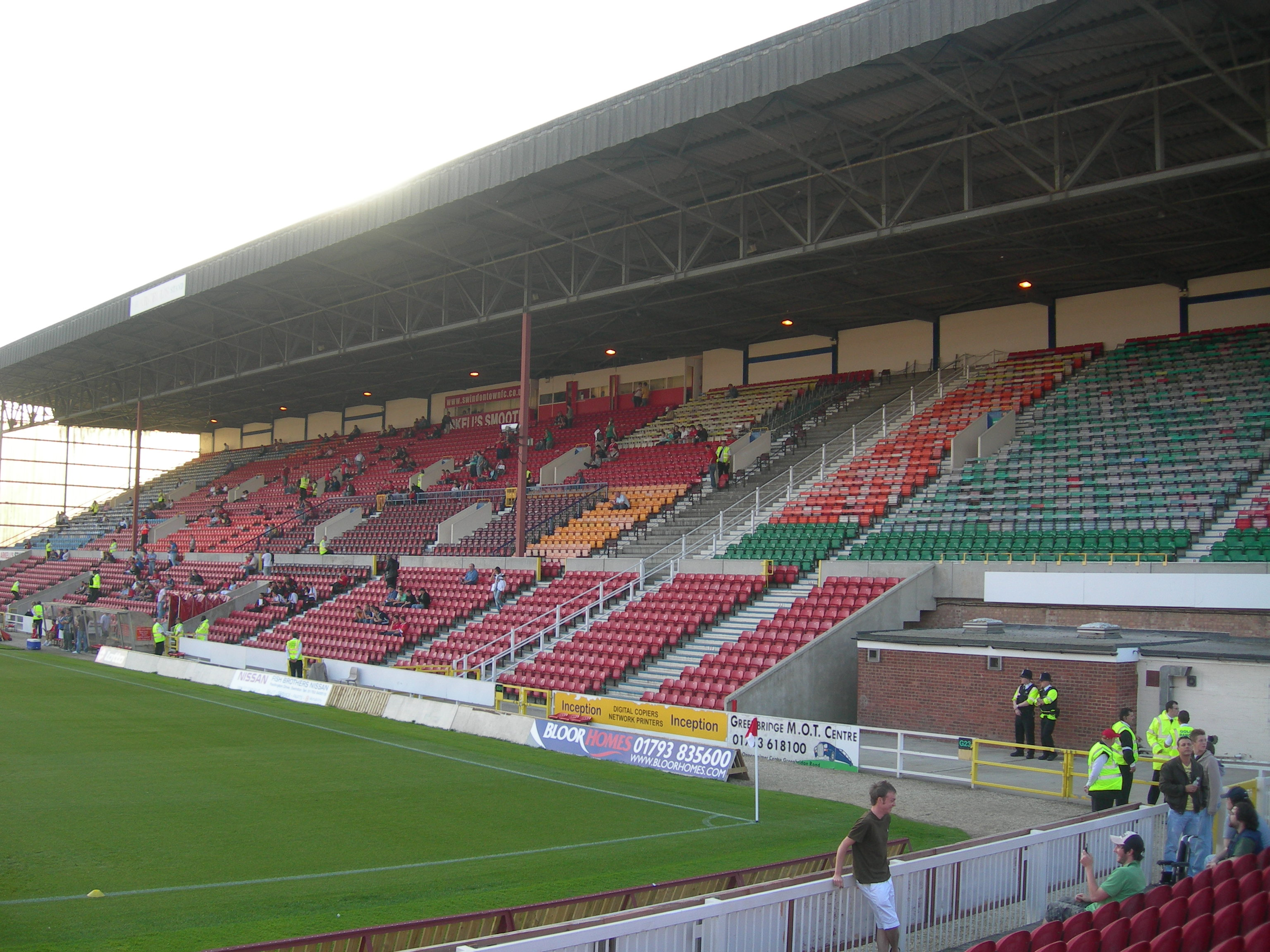
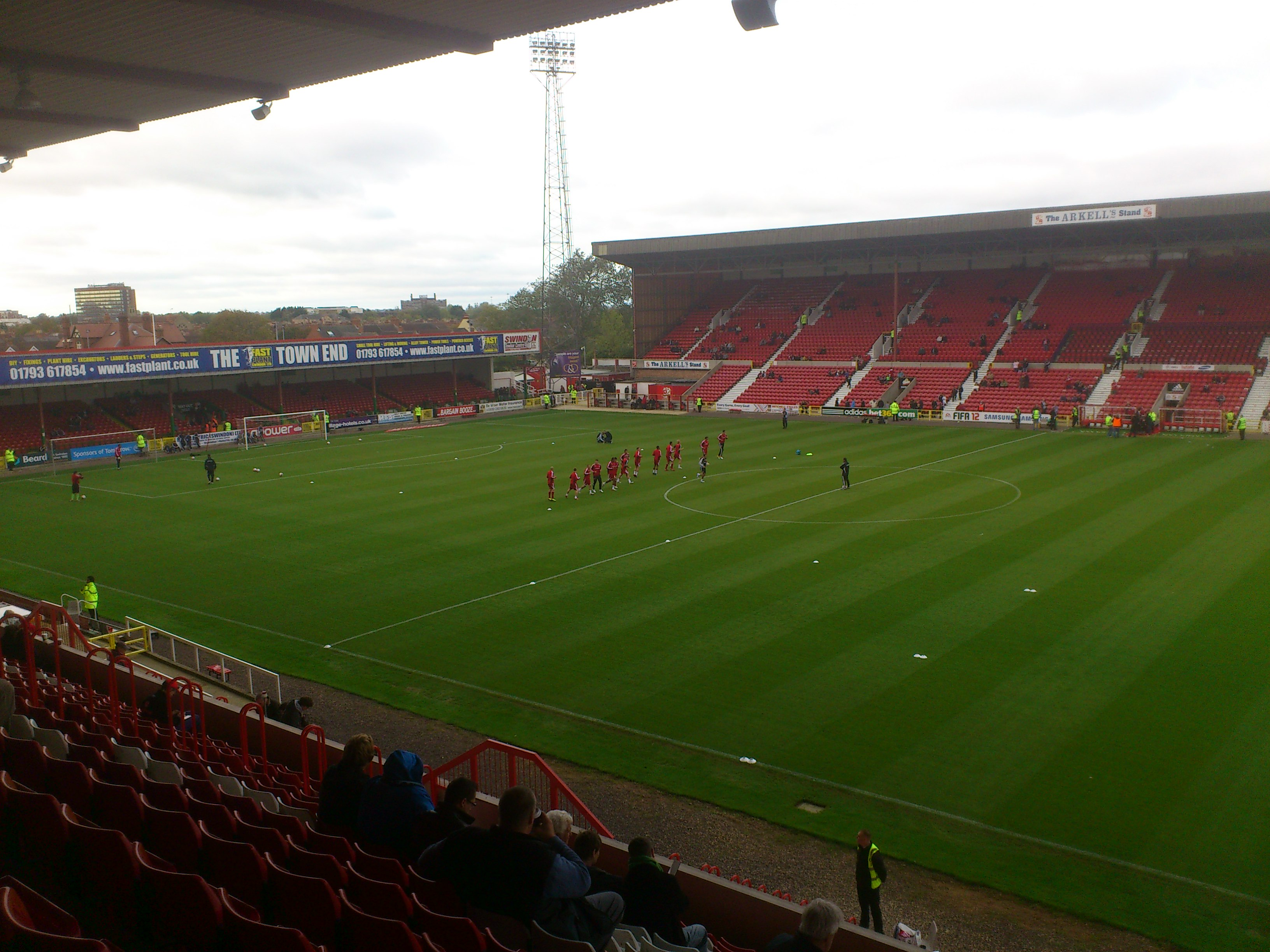